# Xine
xine (pronunciato ufficialmente "csin", come il nome inglese "Maxine" senza "Ma") è un lettore multimediale libero per Unix pubblicato sotto GNU General Public License. Supporta l'esecuzione di CD, DVD, Video CD e di file multimediali come AVI, WMV, MOV, MP3, FLAC, Theora, Speex, e Vorbis.
xine è basato su una libreria condivisa (xine-lib) che supporta vari player front-end, come per esempio Kaffeine. Per decodificare i dati multimediali xine usa le librerie dal progetto FFmpeg o dei codec binari.
Un'ottima caratteristica di xine è la possibilità di correggere la sincronizzazione audio-video durante l'esecuzione. Questo è un problema comune quando il PC è lento ad accedere ai dati o usa differenti orologi per l'audio e per il video (ad esempio quando registriamo un video dalla scheda TV ma l'audio proviene dalla scheda audio). Questo permette di vedere le registrazioni danneggiate, che risulterebbero insopportabili se viste fuori sincrono.